# 羅伊·波特
羅伊·波特（1946年12月31日—2002年3月3日），英國歷史學家，以其在醫學史上的大量研究成果成名。2001年自倫敦大學衛康醫學史研究中心退休。退休不滿一年即心臟病發辭世。
羅伊·波特是著名的醫學社會史教授，著作等身，撰寫與編輯超過一百本書籍，同時也是《劍橋醫學史》的主編，其主要研究領域為醫學史、精神醫學史、十八世紀社會思想史。他也是傅柯之外將「精神醫學史」建構為一門領域的主要學者。此外，他倡議「由下而上的歷史」(history from below)，把醫學史研究的關注重心由醫師轉移到病人。